# Jack Carter (Komiker)

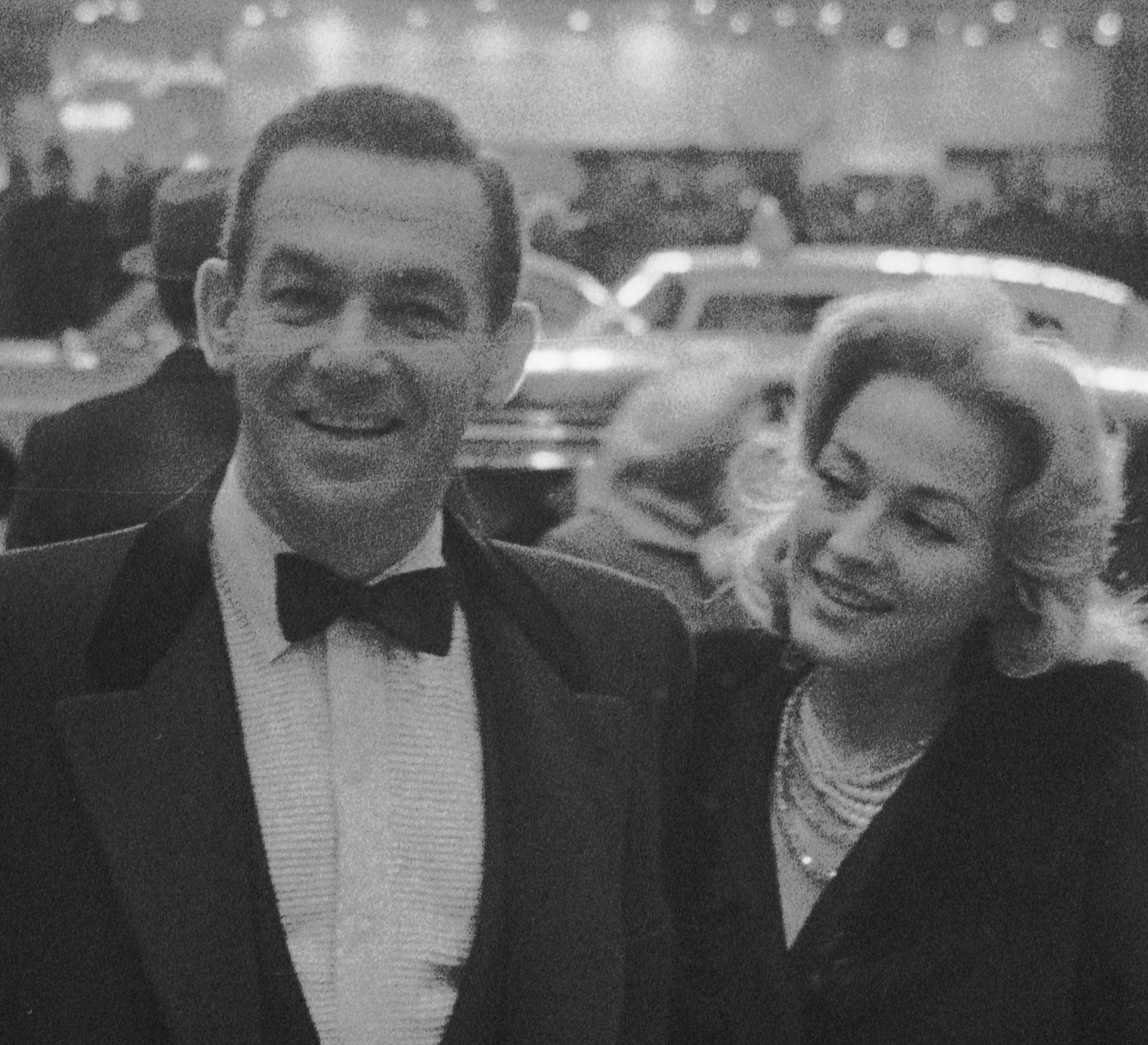
Jack Carter und Paula Stewart in New York City (1959). Von 1961 bis 1970 war er mit Paula Stewart verheiratet

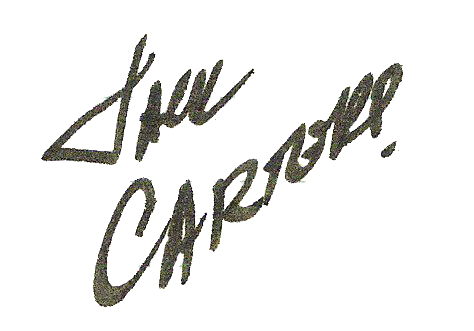
Unterschrift von Jack Carter

Jack Carter, eigentlich Jack Chakrin, (* 24. Juni 1922 in Brooklyn, New York City, New York; † 28. Juni 2015 in Beverly Hills, Kalifornien) war ein US-amerikanischer Schauspieler, Komiker und Fernsehmoderator.

## Leben
Jack Carter spielte zwischen März 1956 und Februar 1957 in 383 Broadway-Aufführungen als Partner von Sammy Davis jr. die Figur des Fred Campbell, eine der Hauptrollen in dem Musical Mr. Wonderful.
Seit den 1950er Jahren hatte er zahlreiche Gastrollen im US-Fernsehserien, darunter Bezaubernde Jeannie, Detektiv Rockford – Anruf genügt und Love Boat. In den letzten Jahren spielte er in Emergency Room, Monk und Desperate Housewives. Für die erste Folge der CBS-Sitcom King of Queens, die ein Jahr vor der zweiten als Pilotfilm produziert wurde, spielte er Arthur Spooner. Carter wurde jedoch vor Beginn der Dreharbeiten zur Serie dann durch Jerry Stiller ersetzt. Die Szenen mit Carter mussten nochmals nachgedreht werden.
Im US-Fernsehen moderierte Carter unter anderem die nicht sehr erfolgreiche Game-Show Second Guessers und war regelmäßiger Gast in der Ed Sullivan Show. Zu seinen Filmrollen gehören Tolle Nächte in Las Vegas an der Seite von Elvis Presley, der Horrorfilm Der Horror-Alligator sowie die Mel-Brooks-Filmkomödie Die verrückte Geschichte der Welt.
Jack Carter starb im Juni 2015 im Alter von 93 Jahren an respiratorischer Insuffizienz in seinem kalifornischen Wohnort Beverly Hills. Er hinterlässt seine Frau Roxanne, die Söhne Michael und Chase, Tochter Wendy sowie zwei Enkel.

## Filmografie (Auswahl)
- 1949: American Minstrels of 1949 (Fernsehserie)
- 1962: Alfred Hitchcock Presents (Fernsehserie, eine Folge)
- 1966: Batman (Fernsehserie, zwei Folgen)
- 1968: Bezaubernde Jeannie (I Dream of Jeannie, Fernsehserie, eine Folge)
- 1970: Mannix (Fernsehserie, eine Folge)
- 1971: Ein Sheriff in New York (McCloud, Fernsehserie, eine Folge)
- 1973: Hawaii Fünf-Null (Hawaii Five-0, Fernsehserie, eine Folge)
- 1975: Männerwirtschaft (The Odd Couple, Fernsehserie, eine Folge)
- 1975: Straßen der Nacht (Hustle)
- 1976: Die großen Houdinis (The Great Houdinis)
- 1977: Detektiv Rockford – Anruf genügt (The Rockford Files, Fernsehserie, eine Folge)
- 1978: Judy Garland – Lehrjahre eines Hollywood-Stars (Rainbow)
- 1978: Love Boat (The Love Boat, Fernsehserie, eine Folge)
- 1978–1981: Fantasy Island (Fernsehserie, fünf Folgen)
- 1980: Der Horror-Alligator (Alligator)
- 1981: Mel Brooks – Die verrückte Geschichte der Welt (History of the World, Part I)
- 1985: Unser lautes Heim (Growing Pains, Fernsehserie, eine Folge)
- 1985–1988: California Clan (Santa Barbara, Fernsehserie, sieben Folgen)
- 1988: Mord ist ihr Hobby (Murder, She Wrote, Fernsehserie, zwei Folgen)
- 1993: Superman – Die Abenteuer von Lois & Clark (Lois & Clark: The New Adventures of Superman, Fernsehserie, eine Folge)
- 1994: Time Trax – Zurück in die Zukunft (Time Trax, Fernsehserie, eine Folge)
- 1996: Baywatch – Die Rettungsschwimmer von Malibu (Baywatch, Fernsehserie, eine Folge)
- 1998: X-Faktor: Das Unfassbare (Fernsehserie, Folge 2x04)
- 1998: Diagnose: Mord (Diagnosis Murder, Fernsehserie, eine Folge)
- 1999: Hinterm Mond gleich links (3rd Rock from the Sun, Fernsehserie, eine Folge)
- 2004: CSI: Den Tätern auf der Spur (CSI: Crime Scene Investigation, Fernsehserie, eine Folge)
- 2005: Emergency Room – Die Notaufnahme (ER, Fernsehserie, zwei Folgen)
- 2008: Monk (Fernsehserie, eine Folge)
- 2009: Desperate Housewives (Fernsehserie, eine Folge)
- 2010: iCarly (Fernsehserie, zwei Folgen)
- 2012–2014: Shameless (Fernsehserie, vier Folgen)
- 2013: Rules of Engagement (Fernsehserie, eine Folge)
- 2014: Mercy – Der Teufel kennt keine Gnade (Mercy)